# Пикинер, Ирина Александровна
Ири́на Алекса́ндровна Пи́кинер (род. 1990) — украинская спортсменка-подводница, мастер спорта Украины по плаванию, мастер спорта Украины международного класса по плаванию в ластах.

## Спортивная карьера
Воспитанница ДЮСШ № 2 и спортивного клуба «Южный» (Кривой Рог).
На Чемпионате Европы 2014 года на дистанциях 200 м, 100 м и 50 м «кролем» завоевала три бронзовые награды, установив при этом рекорды Украины на каждой из дистанций.
На I Европейских играх студентов стала чемпионкой на дистанции 100 м, завоевала серебро на дистанции 200 м и стала бронзовым призёром на дистанции 50 м «кролем» и в эстафете 4×50 м «вольным стилем».
На чемпионате мира 2015 года завоевала две бронзы на дистанциях 100 м и 50 м «кролем».
Выпускница Днепропетровского государственного университета физической культуры и спорта.